# The Hunger Games: Mockingjay - Del 2
The Hunger Games: Mockingjay - Del 2 er en amerikansk film fra 2015. Filmen er instrueret af Francis Lawrence, og Jennifer Lawrence ses i hovedrollen som Katniss Everdeen.
The Hunger Games: Mockingjay - Del 2 havde premiere 19. november 2015 i de danske biografer.

## Medvirkende
- Jennifer Lawrence som Katniss Everdeen
- Josh Hutcherson som Peeta Mellark
- Liam Hemsworth som Gale Hawthorne
- Woody Harrelson som Haymitch Abernathy
- Elizabeth Banks som Effie Trinket
- Sam Claflin som Finnick Odair
- Philip Seymour Hoffman som Plutarch Heavensbee [4][5]
- Jena Malone som Johanna Mason
- Julianne Moore som President Alma Coin
- Stanley Tucci som Caesar Flickerman
- Donald Sutherland som President Coriolanus Snow
- Willow Shields som Primrose Everdeen
- Jeffrey Wright som Beetee Latier
- Natalie Dormer som Cressida
- Mahershala Ali som Boggs
- Paula Malcomson som Mrs. Everdeen
- Stef Dawson som Annie Cresta
- Gwendoline Christie som Commander Lyme [6]
- Patina Miller som Commander Paylor
- Evan Ross som Messalla
- Wes Chatham som Castor
- Elden Henson som Pollux
- Meta Golding som Enobaria
- Michelle Forbes som Lieutenant Jackson [7]
- Omid Abtahi som Homes[8]
- Misty Ormiston som Leeg 1 [9]
- Kim Ormiston som Leeg 2 [9]
- Eugenie Bondurant som Tigris
- Nelson Ascencio som Flavius
- Brooke Bundy som Octavia
- Robert Knepper som Antonius
- Sarita Choudhury som Egeria